# Badu
Badu é um bairro do município de Niterói, no estado brasileiro do Rio de Janeiro. Localiza-se na região administrativa de Pendotiba.

## Geografia
Possui uma área de 1,36 km2 e sua população era de 5289 habitantes de acordo com o censo de 2000.
Limita-se com Sapê, Matapaca, Vila Progresso, Cantagalo e Largo da Batalha, tendo como sua principal via de acesso a Estrada Caetano Monteiro. Compreendendo as localidades de Mato Grosso, Vacaria e Fazendinha, o bairro teve sua ocupação inicialmente junto à estrada Caetano Monteiro, tendo aí se localizado as primeiras casas, bem como o comércio principal.

## História
A ocupação do bairro iniciou-se sob a forma de posses e loteamentos clandestinos, que em geral absorviam a parte mais pobre da população. O aumento de sua populacional atingiu o seu ponto máximo durante o período entre as décadas de 1970 e 1980, após a inauguração da Ponte Rio-Niterói, bem como do crescimento do setor da construção civil no município.